# Schlenkerla
Schlenkerla è un piccolo birrificio di Bamberga in Baviera, Germania, famoso per le sue birre affumicate.
Il nome Schlenkerla deriva dal francone orientale "schlenkern", "zoppicare". Si dice infatti che tale appellativo (con l'aggiunta del suffisso -la tipico di tale dialetto) venne dato allo zoppo birraio che per primo la produsse. Il nome passò poi alla birreria di produzione e poi alle birre stesse. 
Oggi il birrificio e la taverna annessa sono gestiti dalla sesta generazione della famiglia Trum.

## Produzione
Creata agli inizi del XVIII secolo, la Schenkerla, come tutte le birre bavaresi, viene prodotta seguendo l'editto della Purezza (Reinheitsgebot) del 1516 che imponeva la produzione della birra utilizzando esclusivamente acqua, malto d'orzo e luppolo. A differenza delle altre birre però il malto viene posato ad essiccare su una rete metallica a maglia stretta, in modo tale che il calore del fuoco sottostante, oltre appunto a seccare il malto, crei un fumo particolare che attraversa e impregna il malto d'orzo, conferendogli il caratteristico sapore e gusto affumicato
Per l'affumicatura viene utilizzato il legno di faggio, invecchiato di almeno 3 anni.

## Le birre
- Aecht Schlenkerla Rauchbier Märzen: la principale e più famosa birra Schlenkerla, è una rauchbier märzen, 13,2 gradi Plato, 5,1% vol, 30 IBU. Aecht Schlenkerla Rauchbier in tedesco significa: "originale birra affumicata Schlenkerla". All'interno della taverna annessa al birrificio viene spillata da botti a caduta in legno di rovere.
- Aecht Schlenkerla Rauchbier Urbock: rauchbier urbock, 17,5 gradi Plato, 6,5% vol, 40 IBU. Matura per diversi mesi all'interno di grotte scavate sotto la città, viene servita nella taverna Schlenkerla da ottobre fino all'epifania spillata da botti a caduta in legno di rovere. Viene esportata in Finlandia e negli Stati Uniti.
- Schlenkerla Rauchweizen: rauchbier weizen non filtrata ad alta fermentazione, rifermentata in bottiglia, 13,2 gradi Plato, 5,2% vol, 20 IBU.
- Aecht Schlenkerla Eiche: rauchbier doppelbock, 18,9 gradi Plato, 8,0% vol, 40 EBU. È una birra di Natale e viene servita alla taverna Schlenkerla solo durante il periodo natalizio, spillata da botti il legno. Il malto usato per prepararla viene essiccato e affumicato sopra un fuoco di legno di quercia, a differenza delle altre birre Schlenkerla che vengono affumicate utilizzando il legno di faggio.
- Helles Schlenkerla Lager: lager chiara, 11,5 gradi Plato, 4,3% vol, 30 IBU. Viene prodotta con lo stesso malto della märzen e negli stessi impianti, quindi mantiene un leggero aroma affumicato anche se il malto non subisce alcun procedimento come le altre birre.
- Aecht Schlenkerla Fastenbier: lager ambrata non filtrata, è una tradizionale birra della quaresima, intesa per essere consumatata durante questo periodo come sostituzione dei pasti solidi, proibiti dal digiuno religioso. Può essere consumata solo all'interno della taverna Schlenkerla dal mercoledì delle Ceneri al giorno di Pasqua, dove viene spillata da fusti a caduta in legno di rovere. È anche esportata in piccolissime quantità negli Stati Uniti.

## Galleria d'immagini

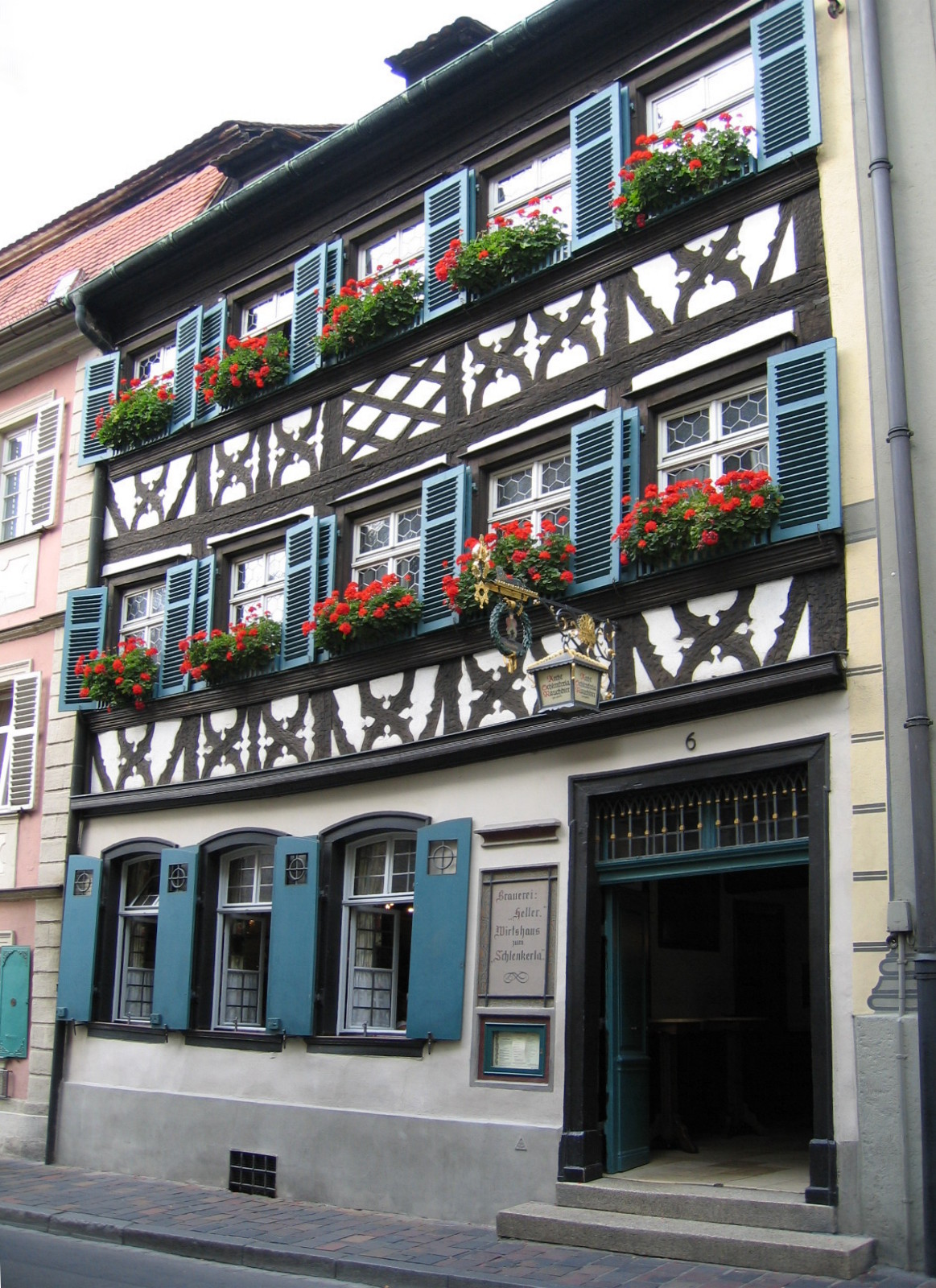
La taverna annessa al birrificio Schlenkerla
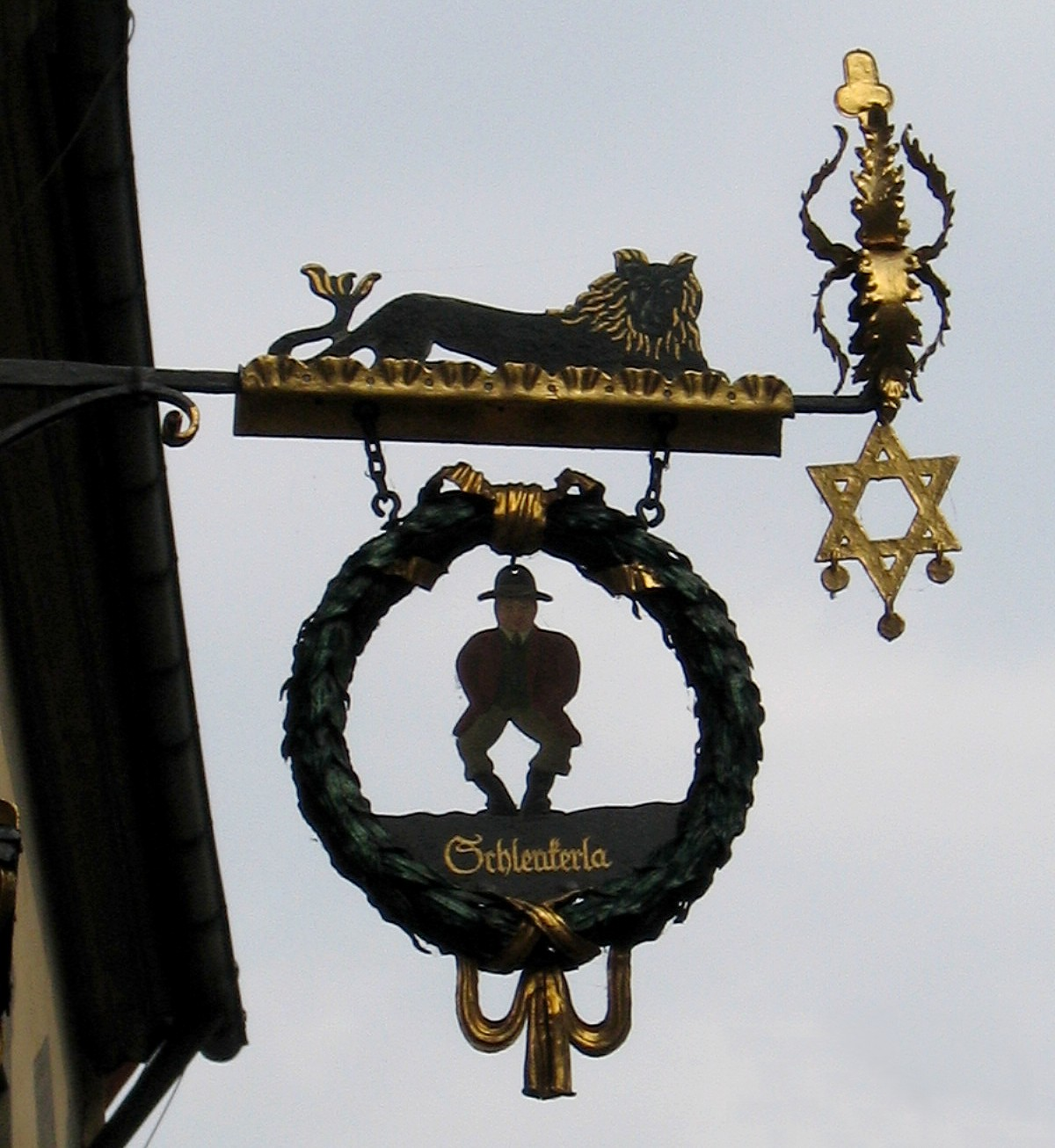
Insegna della taverna
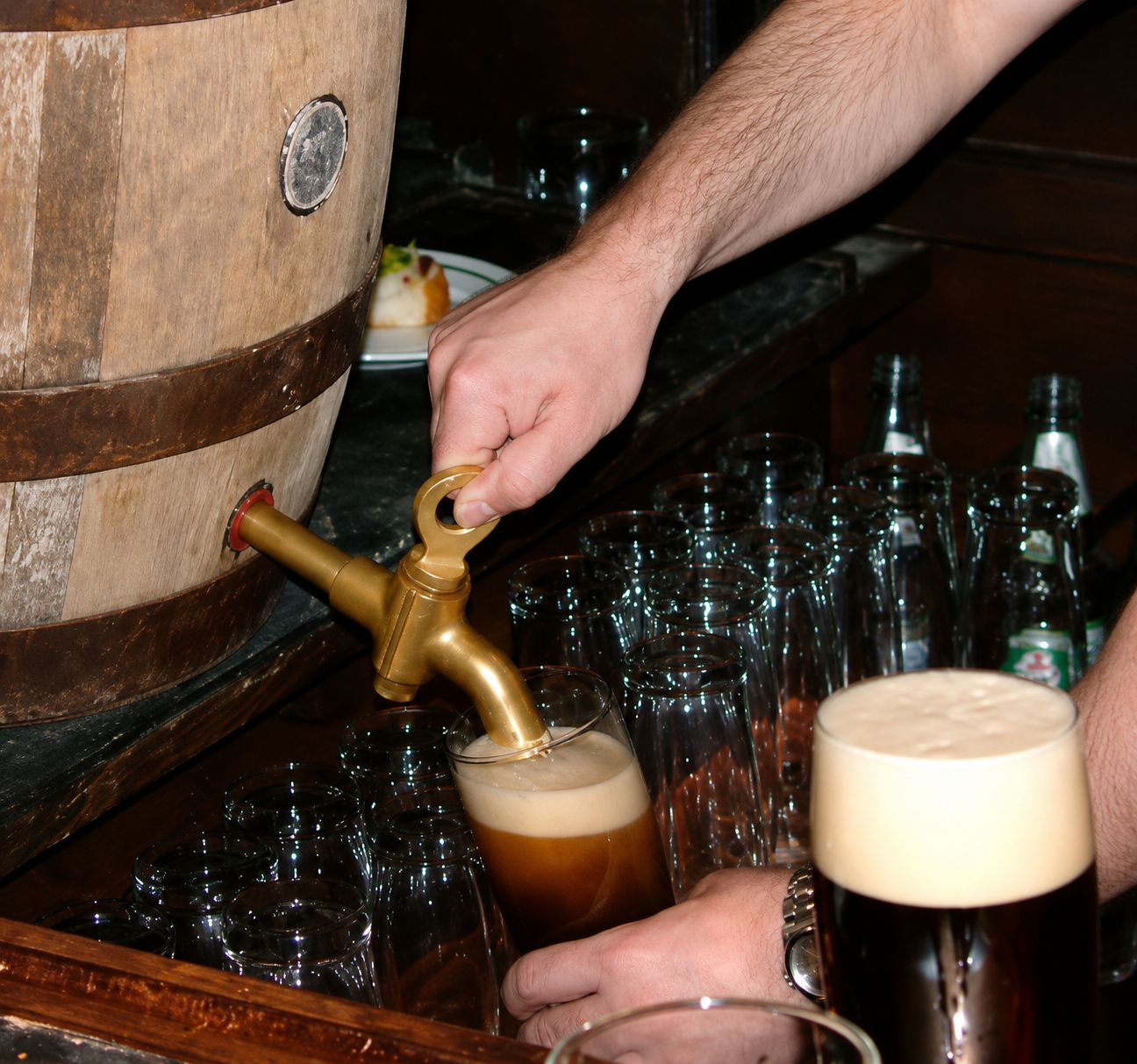
Spillatura da botte a caduta nella taverna
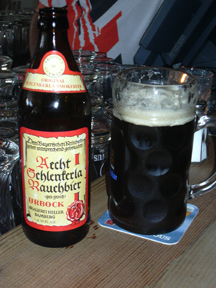
Aecht Schlenkerla Rauchbier Urbock